# Seznam belgijskih politikov
Seznam belgijskih politikov.

## A
- Achille van Acker
- Magda Aelvoet
- Meyrem Almaci
- Eugène Goblet d'Alviella
- Bert Anciaux
- Vic Anciaux
- William Ancion
- Eric André
- Jules Joseph d'Anethan
- Edward Anseele
- Bernard Anselme
- André Antoine
- Marie Arena

## B
- Tom Balthazar
- Auguste Beernaert
- Ivo Belet
- André Bertouille
- Luc Beyer de Ryke
- Willy Borsus
- Georges-Louis Bouchez
- Geert Bourgeois
- Siegfried Bracke
- Charles de Broqueville
- Henri de Brouckere
- Jules de Burlet
- Willy Burgeon
- Philippe Busquin

## C
- Kristof Calvo
- Henri Carton de Wiart
- Jos Chabert
- Marcel Cheron
- Willy Claes
- David Clarinval
- Jean Clément
- Georges Clerfayt
- Rudy Coddens
- Guy Coëme
- Robert Collignon
- André Cools
- Gerhard Cooreman
- Albert Coppé
- Anne-Marie Corbisier
- Hugo Coveliers
- Hilde Crevits
- John Crombez
- Guy Cudell

## D
- Michel Daerden
- Amand Dalem
- André Damseaux
- José Daras
- Norbert De Batselier
- Étienne Davignon
- Bianca Debaets
- Maggie De Block
- Stefaan De Clerck
- Mathias De Clercq
- Willy Declercq (Willy De Clercq)
- Pieter De Crem
- Alexander De Croo
- Herman De Croo
- Armand De Decker
- Pierre de Decker
- Jean-Marie Dedecker
- Philippe Defeyt
- Léon Defosset
- Jean Defraigne
- Magda De Galan
- Léon Degrelle
- André Degroeve
- Elisabeth Degryse
- Jean-Jacques De Gucht
- Karel De Gucht
- Jean-Luc Dehaene
- Jean-Maurice Dehousse
- Andree de Jongh (Dédée, Postman)
- Leon Delacroix
- Olivier Deleuze
- Francis Delpérée
- Hendrik De Man
- Rudy Willy Georges Demotte
- Jean Denis
- André Denys
- Gérard Deprez
- Pierre-Yves Dermagne
- Erik Derycke
- Claude Desama
- Georges Désir
- José Desmarets
- Alain Destexhe
- Jean-Pierre Detremmerie
- Patrick Dewael
- Bart De Wever
- Filip Dewinter
- Vincent De Wolf
- Paula D'Hondt
- Matthias Diependaele
- Karel Dillen
- Elio Di Rupo
- Adrien Dolimont
- Didier Donfut
- François-Xavier de Donnea
- Vera Dua
- Abel Dubois
- Daniel Ducarme
- Germain Dufour
- Antoine Duquesne
- Isabelle Durant
- Raymonde Dury
- Jean-Pierre Duvieusart

## E
- Claude Eerdekens
- Gaston Eyskens
- Mark Eyskens

## F
- Bruno Fagnoul
- Valmy Féaux
- Paul Finet
- André Flahaut
- Michel Foret
- Richard Fournaux
- Theo Francken
- Céline Fremault
- Walthère Frère-Orban

## G
- Jaak Gabriëls
- Sven Gatz
- Gaston Geens
- Koen Geens
- Caroline Gennez
- Jacques Germeaux
- Jean Gol
- Didier Gosuin
- Jean-Pierre Grafé
- Joseph Grohé
- Brigitte Grouwels

## H
- Michel Hansenne
- Jean-Marie Happart
- José Happart
- Pierre Harmel
- Hervé Hasquin
- Arthur Haulot
- Pierre Hazette
- Raoul Hedebouw
- Liesbeth Homans
- Pierre-Edouard van Humbeeck
- Camille Huysmans
- Evelyne Huytebroeck

## J
- Victor Jacobs
- Hervé Jamar
- J(oh)an Jambon
- Paul-Emile Janson
- Henri Jaspar
- Pierre-Yves Jeholet

## K
- Meryame Kitir
- Serge Kubla

## L
- Fadila Laanan
- Egbert Lachaert
- Henri La Fontaine
- Roger Lallemand
- Philippe Lamberts
- Karl-Heinz Lambertz
- Renaat Landuyt
- Raymond Langendries
- Nahima Lanjri
- Paul Lannoye
- Sophie Lavaux
- Joseph Lebeau
- Edmond Leburton
- Theodore Lefevre
- Yves Leterme
- Albert Lilar
- Anne-Marie Lizin
- Laurent Louis
- Benoît Lutgen
- Guy Lutgen

## M
- Rachid Madrane
- Paul Magnette
- Olivier Maingain
- Philippe Mahoux
- Jules Malou
- Ernest Mandel ?
- Joseph Maraite
- Jean-Claude Marcourt
- Ludo Martens
- Peter Martens
- Wilfried Martens
- Guy Mathot
- Philippe Maystadt
- Kris Merckx
- Charles Michel
- Louis Michel
- Richard Miller
- Joëlle Milquet
- Mischaël Modrikamen
- Philippe Monfils
- Jacky Morael
- Patrick Moriaux
- Philippe Moureaux
- Serge Moureaux
- Felix Amand de Muelenare
- Philippe Muyters

## N
- Annemie Neyts
- Jean-Marc Nollet
- Jean-Baptiste Nothomb
- Charles-Ferdinand Nothomb
- Hugo Nys

## O
- Laurette Onkelinx

## P
- Oliver Paasch
- Cesar de Paepe
- Véronique Paulus de Châtelet
- Kris Peeters
- Joseph Pholien
- Charles Picqué
- Hubert Pierlot
- Prosper Poullet

## R
- André Renard
- Jules Renkin
- Jean Rey
- Didier Reynders
- Frédérique Ries
- Charles Latour Rogier
- Gwendolyn Rutten

## S
- Joke Schauvliege
- Hugo Schiltz
- Frans Schollaert
- Viviane Scholliers Ndaya
- Marie-Martine Schyns
- Henri Simonet
- Jacques Simonet
- Marie-Dominique Simonet
- Miet Smet
- Pascal Smet
- Paul de Smet de Naeyer
- Nadia Sminate
- Bart Somers
- Antoinette Spaak
- Paul-Henri Spaak
- Guy Spitaels
- Steve Stevaert
- Marcel Storme
- Frank Swaelen

## T
- Willy Taminiaux
- Daniël Termont
- George Theunis
- Bartholemy Théodore de Theux
- Marianne Thyssen
- Eliane Tillieux
- Leo Tindemans
- Bruno Tobback
- Louis Tobback
- Bart Tommelein
- Jules de Trooz
- Nathalie de T'Serclaes
- Annemie Turtelboom

## U
- Robert Urbain

## V
- Jacob van Artevelde
- Jean-Claude Van Cauwenberghe
- Steven Vanackere
- Wouter Van Besien
- Johan Vande Lanotte
- Paul Vanden Boeynants
- Freya Van den Bossche
- Luc Van den Bossche
- Kathleen Van Brempt
- Luc Vandenbrande
- Frank Vandenbroucke
- Tom Vandenkendelaere
- Jules Vandenpeerebom
- Alain Van der Biest
- Marleen Vanderpoorten
- Steven Vandeput
- Emile Vandervelde
- Dirk Van Duppen
- Frank Vanhecke
- Johan Van Hecke
- Guy Vanhengel
- Jean van Houtte
- Karel Van Miert
- Marc Van Peel
- Vincent Van Quickenborne
- Eric Van Rompuy
- Herman Van Rompuy
- Jean-Pierre Van Rossem
- Paul Van Zeeland
- Robert Jan Verbelen
- Guy Verhofstadt
- Rudi Vervoort
- Alois van de Vyvere

## W
- Melchior Wathelet
- Jean-Sylvain van de Weyer
- Ben Weyts
- Sophie Wilmès
- Freddy Willockx
- Charles Woeste

## Y
- Yvan Ylieff